# Colpo di grazia
Con colpo di grazia si indica l'attacco finale condotto con un'arma nei confronti di una persona incapace di difendersi (perché condannata a morte, disarmata in combattimento o gravemente ferita).

## Storia
In passato era un atto di pietà: inferto a un combattente ferito sul campo di battaglia, gli evitava le sofferenze di una lenta agonia, dovute anche ai limiti di una medicina campale carente. Con l'avvento di disinfezione, antidolorifici e anestetici questa definizione perse il valore originale, rimanendo nel linguaggio con il significato esteso di "colpo finale". Il colpo di grazia veniva di solito inferto con una daga, chiamata per questo misericordia.
In tempi più recenti, con l'applicazione della fucilazione come metodo di esecuzione di un condannato a morte, il colpo di grazia viene tipicamente inferto con un colpo di pistola alla nuca, generalmente dall'ufficiale che comanda l'esecuzione.
Nel rituale giapponese del seppuku, il colpo di grazia viene inferto dall'assistente alla cerimonia, il kaishakunin, in genere il migliore spadaccino, decapitando la vittima con un unico colpo di spada appena dopo che si sia provocato le mortali ferite al ventre, in segno di rispetto per alleviare ulteriori sofferenze.